# جولی پایت
ژولی پایت (به فرانسوی: Julie Payette) فضانورد کانادایی و فرماندار کل سابق کانادا است که در ۲۰ اکتبر ۱۹۶۳ میلادی در مونترآل زاده شد. وی در مأموریت اس‌تی‌اس-۹۶، اس‌تی‌اس-۱۲۷ حضور داشته‌است. ژولی پایت ۲ اکتبر ۲۰۱۷ به پیشنهاد جاستین ترودو به عنوان فرماندار کل کانادا توسط ملکه الیزابت دوم منصوب شد و در ۲۱ ژانویه ۲۰۲۱ در پی اتهام‌های زورگویی به کارکنانش و ایجاد محیط کاری ناسالم استعفا داد. خانم پایت که یک مهندس، دانشمند و فضانورد سابق است.